# Rugby a 15 nel 1904

## Attività internazionale

### Tornei per nazioni
|  | Home Championship | Scozia |

### Tour
- Una Selezione delle Isole Britanniche si reca in tournée in Australia e Nuova Zelanda: 3 vittorie con l'Australia e una sconfitta con la Nuova Zelanda.

## I Barbarians
I Barbarians hanno disputato i seguenti incontri:
| Penarth 1º aprile 1904 | Penarth RFC | 5 – 4 | Barbarians |  |

| Cardiff 2 aprile 1904 | Cardiff RFC | 8 – 0 | Barbarians | (Arms Park) |

| Swansea 4 aprile 1904 | Swansea RFC | 23 – 0 | Barbarians | (Saint Helen's) |

| Devonport 5 aprile 1904 | Devonport | 19 – 8 | Barbarians |  |

| 6 aprile 1904 | Plymouth | 26 – 8 | Barbarians |  |

| Cardiff 26 dicembre 1904 | Cardiff RFC | 27 – 5 | Barbarians | (Arms Park) |

| Newport 27 dicembre 1904 | Newport RFC | 6 – 10 | Barbarians | (Rodney Parade) |

## Campionati nazionali
| Argentina     | Camp. di Buenos Aires   | Buenos Aires                |
| Francia       | Campionato              | Racing Club                 |
| Inghilterra   | Campionato delle contee | Kent                        |
| Nuova Zelanda | Ranfurly Shield         | Auckland detentore dal 1902 |
|               |                         | Wellington da 6/8/1904      |